# Martin Jol
Martin Jol (ur. 16 stycznia 1956 w Hadze) – holenderski trener piłkarski i piłkarz grający na pozycji obrońcy lub pomocnika, aktualnie odnajduje się w roli trenera, do 2008 był trenerem niemieckiego klubu Hamburger SV. Przed sezonem 2009/2010 podpisał kontrakt z Ajaxem Amsterdam, gdzie pracował do 7 grudnia 2010 roku. Od 7 czerwca 2011 roku jest trenerem Fulham FC. W grudniu 2013 roku został zwolniony z klubu.

## Kariera zawodnicza
Rozpoczynał ją w ADO Den Haag (odszedł po zdobyciu Pucharu Holandii), potem grał w Bayernie Monachium, FC Twente (z którym triumfował w Eredivisie), West Bromwich Albion, Coventry City (grając w tym klubie zdobył wyróżnienie piłkarza roku w Holandii w 1985) i ponownie w zespole z Hagi, gdzie postanowił zakończyć karierę.
W swoich pięciu klubach zagrał ponad 400 razy. Zaliczył również 3 występy w reprezentacji Holandii.

## Kariera trenerska
Holendrowi powierzono funkcję trenera zespołu amatorskiego ADO Den Haag w 1991 roku. Sprawował ją aż do końca sezonu 1994/1995, po którym to odszedł do SVV Scheveningen, doprowadzając drużynę do zwycięstwa w lidze amatorskiej (trzeciej). Przygodę zakończył już półtora roku po objęciu posady w tym klubie. Od 1996 był trenerem Rody Kerkrade (z którym zdobył Puchar kraju), a od 1998 do 30 czerwca 2004 roku – RKC Waalwijk. Po przygodzie z Holandią postanowił przenieść się na Wyspy Brytyjskie, bowiem zaakceptował ofertę Franka Arnesena – dyrektora sportowego angielskiego Tottenham Hotspur F.C. i został asystentem Jacques'a Santiniego. Już wkrótce, bo 8 listopada francuski trener został zwolniony, a jego miejsce na ławce zajął właśnie Jol. W sezonie 2004/2005 trenowane przez niego "Koguty" uplasowały się na 9. pozycji, a rok później – na piątej (w kontrowersyjnych okolicznościach ustępując w tabeli Arsenalowi Londyn), jednocześnie kwalifikując się do Pucharu UEFA. Sukces powtórzył w kolejnym sezonie, zdobywając piąte miejsce, docierając także do ćwierćfinału Pucharu UEFA. Za jego kadencji do klubu trafili między innymi: Kasey Keller, Michael Dawson, Mido, Michael Carrick, Jermaine Jenas, Danny Murphy, Wayne Routledge, Edgar Davids, Aaron Lennon, Teemu Tainio, Didier Zokora, Dimityr Berbatow, Pascal Chimbonda, Steed Malbranque a także Polak, Grzegorz Rasiak. Po epizodach w Hamburger SV oraz Ajaksie Amsterdam, dnia 7 czerwca 2011 roku został trenerem występującego w angielskiej Premier League Fulham FC. 1 grudnia 2013 roku został zwolniony z klubu. Powodem zwolnienie Holendra były słabe wyniki drużyny.